# Буендія
Буендія (ісп. Buendía) — муніципалітет в Іспанії, у складі автономної спільноти Кастилія-Ла-Манча, у провінції Куенка. Населення — 485 осіб (2010).
Муніципалітет розташований на відстані близько 80 км на схід від Мадрида, 60 км на північний захід від Куенки.
На території муніципалітету розташовані такі населені пункти: (дані про населення за 2010 рік)
- Буендія: 448 осіб
- Пантано-де-Буендія: 29 осіб
- Соль-Маріна-Санта-Крус: 8 осіб

## Демографія
Динаміка населення (INE ):